# 1612.
◄ | 16. stoljeće | 17. stoljeće | 18. stoljeće | ►
◄ | 1580-ih | 1590-ih | 1600-ih | 1610-ih | 1620-ih | 1630-ih | 1640-ih | ►
◄◄ | ◄ | 1609. | 1610. | 1611. | 1612. | 1613. | 1614. | 1615. | ► | ►►
Arhitektura • Astronomija • Glazba • Kazalište • Kiparstvo • Knjige • Književnost • Kršćanstvo • Medicina • Politika • Pravo • Promet • Slikarstvo • Znanost

## Događaji
- Uskočki rat- rat izmađu Ausrije i Venecije, Istra

## Rođenja
- 3. veljače – Samuel Butler, engleski književnik († 1680.)
- 30. ožujka – Anne Bradstreet, američka književnica († 1672.)
- 7. kolovoza – Boltižar Milovec, hrvatski pisac i isusovac († 1678.)

## Vanjske poveznice
|  | Zajednički poslužitelj ima još gradiva o temi 1612. |